# Carburateurs S.U.

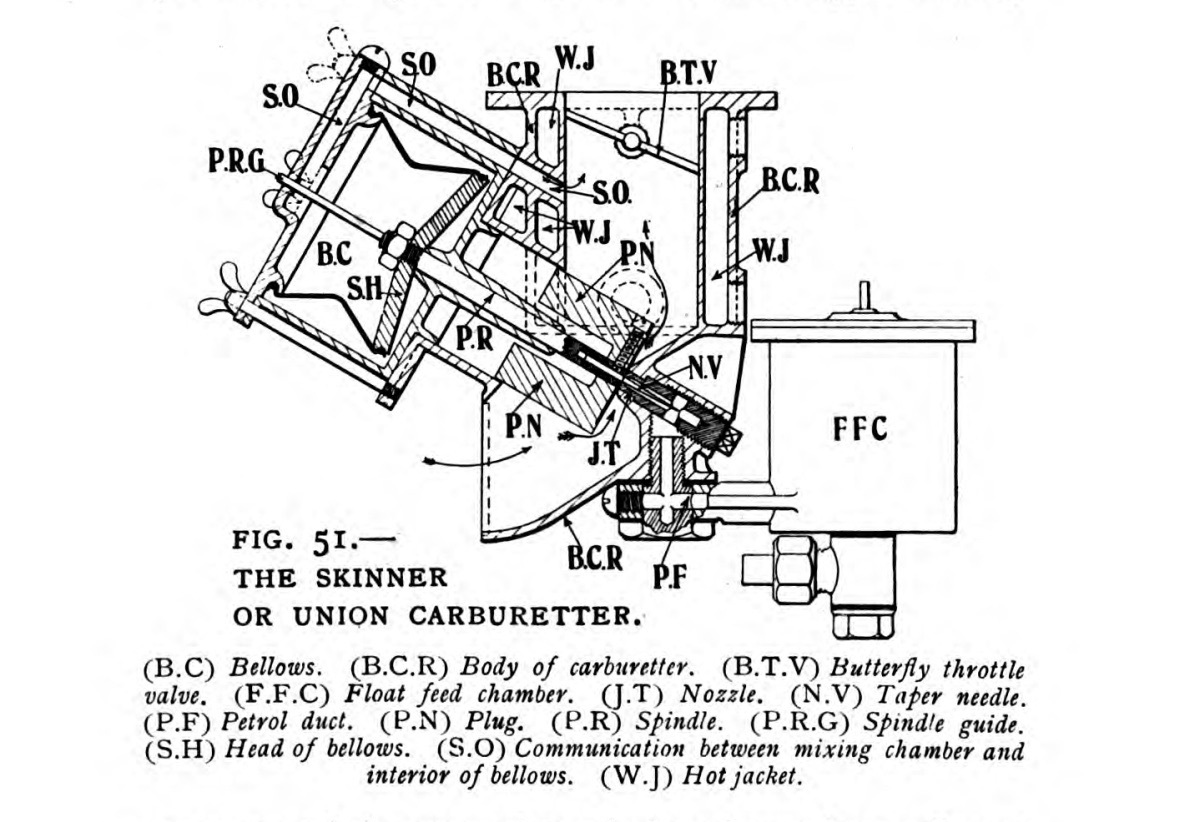
Conception originale intégrant un soufflet en cuir remplacé par un piston 1908/1909

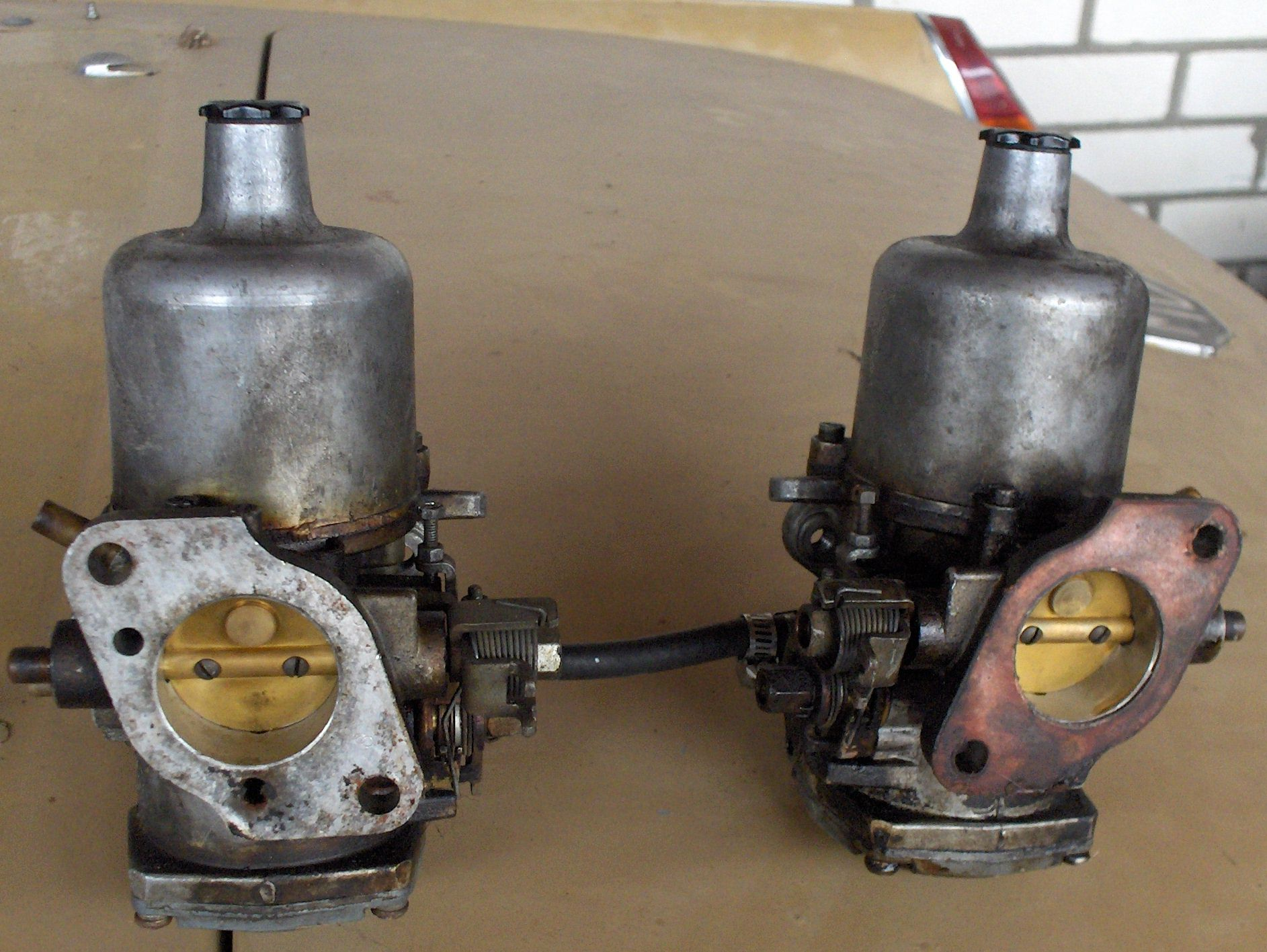
Paire de carburateurs S.U. d'une MGB

Les carburateurs S.U. sont une marque de carburateur à dépression constante. Ce type de carburateurs fut produit en très grande quantité pendant une grande partie du XXe siècle. Le terme S.U. signifie «Skinners Union», rappelant l'association des deux frères Skinner. 
La S.U Carburetter Company Limited a également fabriqué des carburateurs à double étranglement adaptés pour les moteurs d'avion tels que les Rolls-Royce Merlin et Griffon. 

## Conception et développement
Herbert Skinner (1872-1931), pionnier de l'automobile et développeur actif du moteur à essence, inventa son carburateur Union en 1904. Son frère bien plus jeune, Carl (Thomas Carlisle) Skinner (1882-1958), lui aussi passionné d'automobile, avait rejoint la Farman Automobile Co à Londres en 1899. Il aida son frère Herbert à développer le carburateur. Le fils d'Herbert se souvenait que sa mère avait cousu les premiers soufflets en cuir prêtés au Musée des sciences de South Kensington en 1934. En 1905, Herbert déposa une demande de brevet, qui fut délivrée au début de 1906. Plus tard, Carl vendit sa participation dans l'entreprise de chaussures Lilley & Skinner et devint associé chez G Wailes & Co d'Euston Road à Londres, des fabricants de carburateurs. Herbert continua de développer et breveter des améliorations jusqu'aux années 1920, notamment en remplaçant le soufflet en cuir par un piston en laiton, et cela même s'il était directeur à plein temps et manager de Lilley & Skinner,. 

## S.U. Company Limited
La S.U. Company Limited - Skinner-Union - ,,, fut constituée en août 1910 achetant les brevets de carburateur d'Herbert et commençant à les fabriquer,dans une usine sur Prince de Wales Road, Kentish Town, dans le nord de Londres. Les ventes commencèrent lentement. 
Après le déclenchement de la guerre de 1914, la production de carburateurs cessa presque, l'usine fabriquant à la place des pièces de mitrailleuses et certains carburateurs d'avion. Avec la paix en 1918, la production reprit, mais les ventes stagnaient et l'entreprise n'était pas rentable. Carl Skinner se rapprocha alors de son client, WR Morris, et réussit à lui vendre l'entreprise. Carl Skinner (TC Skinner) devint directeur de l'empire privé de Morris et resta directeur général de S.U. jusqu'à sa retraite en 1948 à l'âge de 65 ans. La production fut transférée à l'usine Wolseley appartenant à WR Morris à Adderley Park, Birmingham. En 1936, WR Morris vendit plusieurs de ses entreprises privées, y compris SU, à sa société cotée, Morris Motors,. 

## S.U. Carburetter Company Limited
La fabrication se poursuivit au sein de The S.U. Carburetter Company Limited. Cette société fut constituée le 15 septembre 1936 dans le cadre de la Morris Organisation, connue plus tard sous le nom de Nuffield Organization. La S.U. Carburetter Company Limited de 1936  fut liquidée volontairement en décembre 1994. 
En 1996, le nom et les droits furent acquis par Burlen Fuel Systems Limited de Salisbury,constituant une toute nouvelle société sous le nom The S.U. Carburetter Company Limited,qui continue encore aujourd'hui de fabriquer carburateurs, pompes et autres composants, principalement pour le marché des voitures anciennes.   

## Utilisations

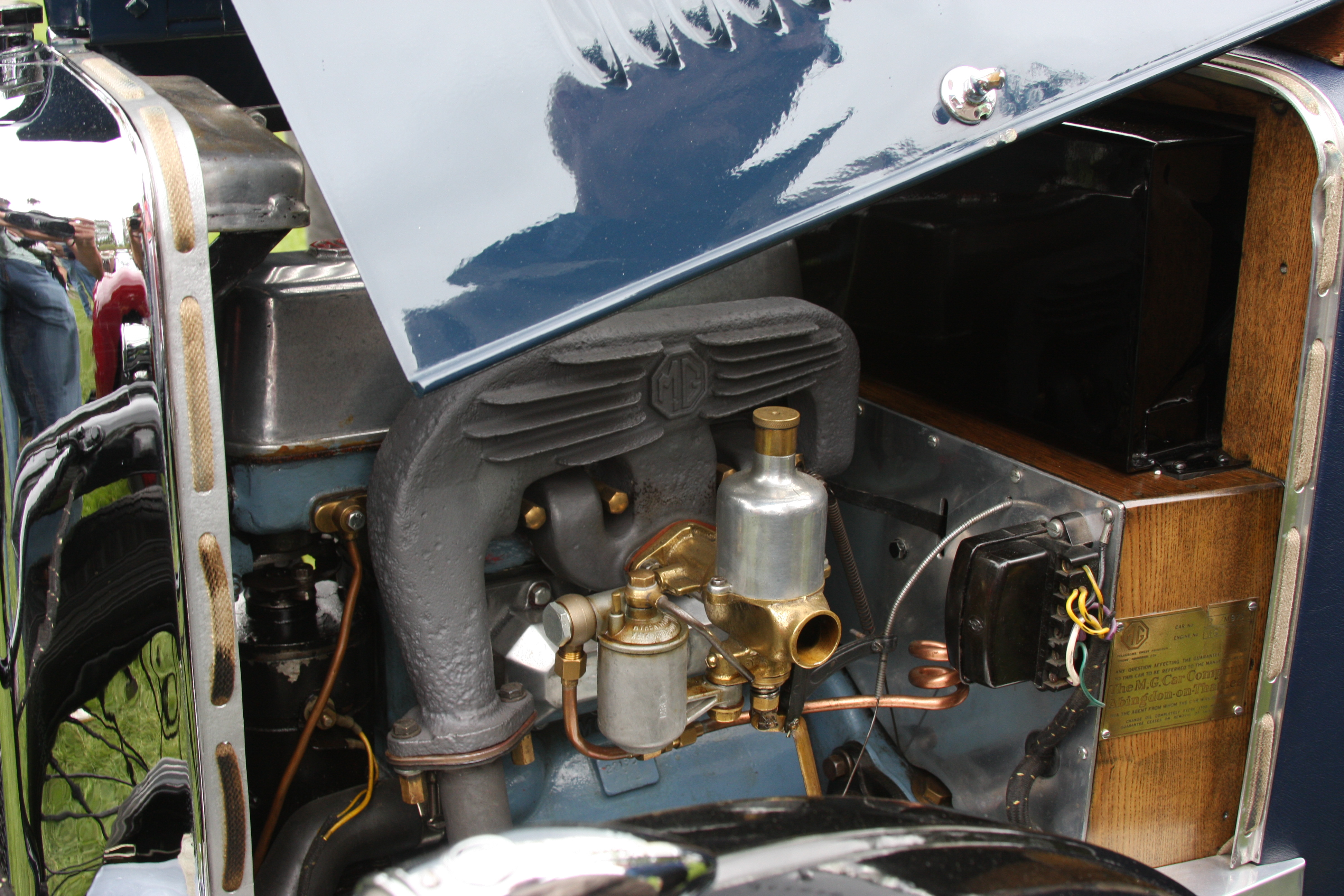
Un carburateur de type HV monté sur un MG type M 1930.

Les carburateurs S.U. furent largement utilisés non seulement dans les productions Morris et MG, mais aussi sur les automobiles Rolls-Royce, Bentley, Rover, Riley, Turner, Austin, Jaguar, Triumph ainsi que sur les voitures suédoises Volvo et Saab 99 pendant une grande partie du XXe siècle. S.U. a également produit des carburateurs pour moteurs d'avions, y compris pour les premières versions du Rolls-Royce Merlin. Ceux-ci étaient de type conventionnel à gicleur fixe et non pas ceux caractéristiques de la société à dépression constante. 
Ce type de carburateurs a continué d'équiper des voitures de série jusqu'en 1993 dans la Mini et la Maestro année à partir de laquelle la société devint membre du groupe Rover. 
Hitachi construisit également des carburateurs basés sur la conception des SU. Ceux-ci ont été utilisés sur les Datsun 240Z et 260Z et d'autres voitures de la marque Datsun. Bien que ceux-ci semblent en tout point identiques aux S.U., seules les aiguilles sont interchangeables.   

## Principes de fonctionnement

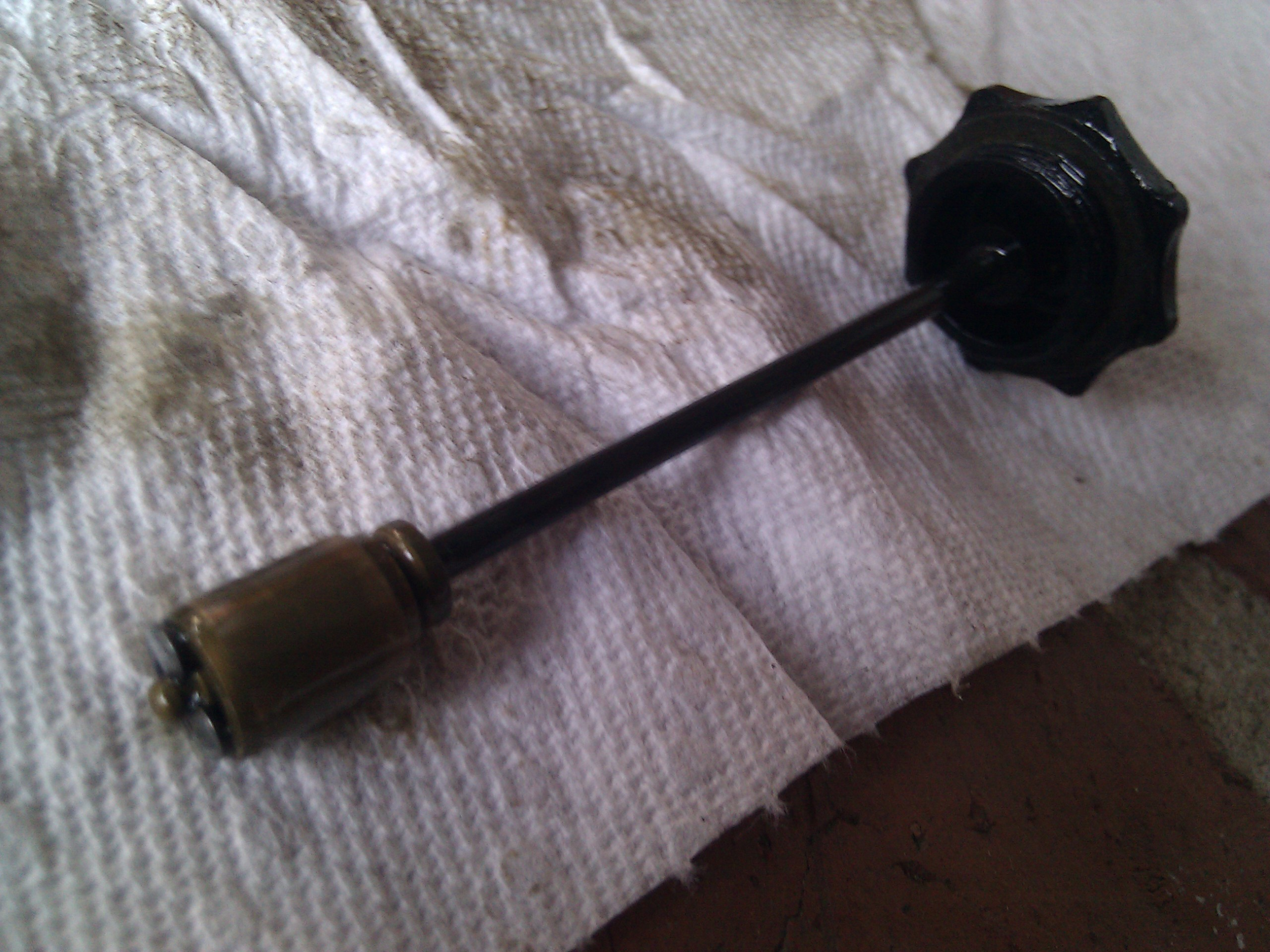
Amortisseur d'un HS6

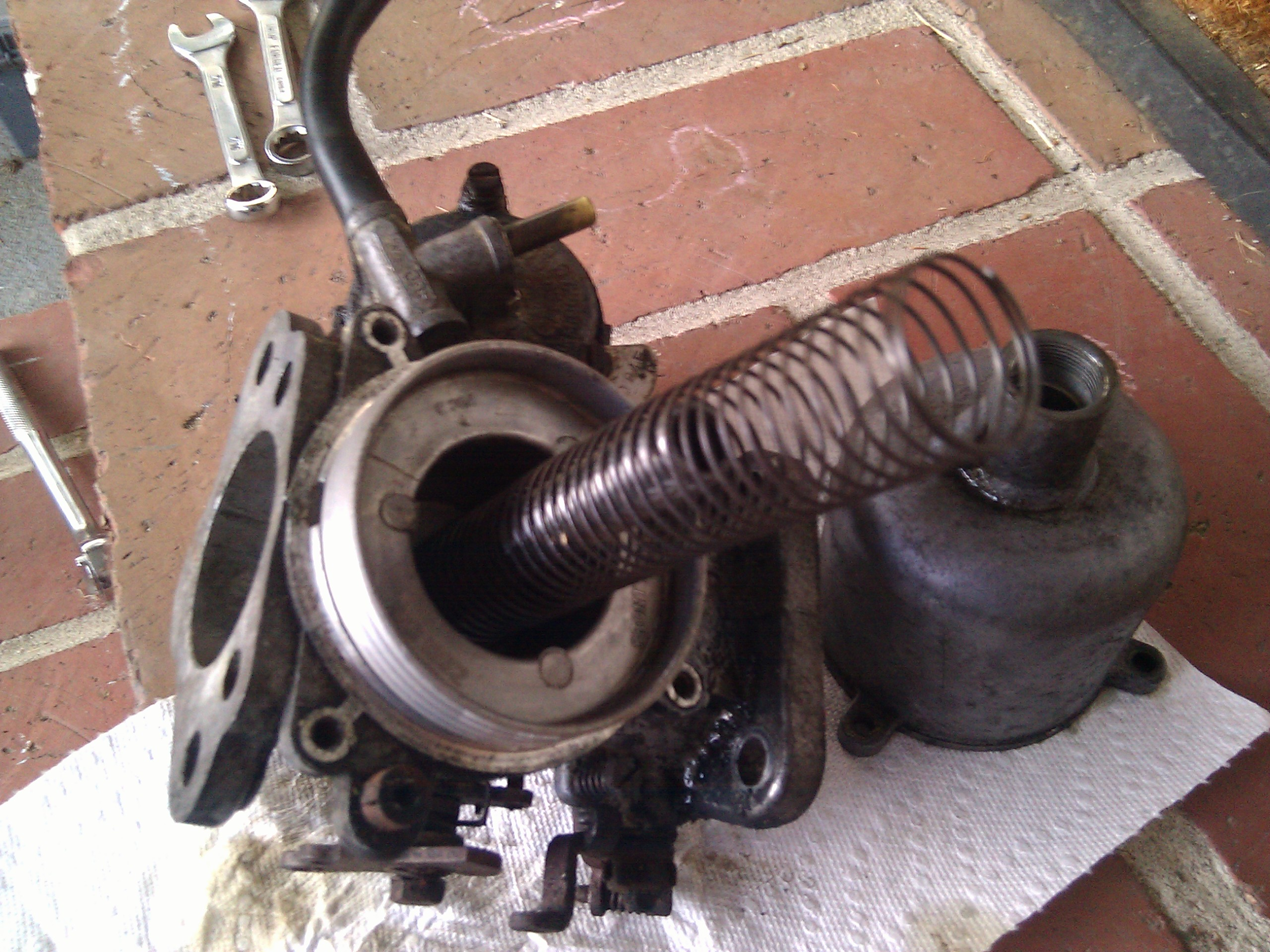
HS6 avec dashpot démonté

Les carburateurs S.U. comportent un venturi variable contrôlé par un piston. Ce piston contient une aiguille calibrée s'adaptant à l'intérieur de l'orifice («jet» ou gicleur) qui injecte le carburant dans le flux d'air passant par le carburateur. Lorsqu'elle monte ou descend, l'aiguille ouvre ou ferme l'ouverture dans le gicleur, régulant le passage du carburant. Le mouvement du piston contrôle ainsi la quantité de carburant délivrée en fonction de la demande du moteur. Les dimensions exactes de l'aiguille étaient adaptées pendant le développement du moteur. 
Le flux d'air traversant le venturi crée une pression statique réduite dans le venturi. Cette chute de pression est communiquée à la face supérieure du piston via un passage d'air. La face inférieure du piston étant ouverte à la pression atmosphérique la différence de pression entre les deux côtés du piston soulève celui-ci. La force opposée provient du poids du piston et de la force d'un ressort comprimé lors de la remontée du piston. Le ressort fonctionnant sur une très petite partie de sa plage d'extension possible, sa force est globalement constante. Dans des conditions de régime moteur constant, les forces verticales sur le piston étant égales et opposées, le piston ne bouge pas. 
Si le flux d'air dans le moteur augmente - en ouvrant le volet (généralement appelé papillon), ou en permettant au régime moteur d'augmenter avec le volet à un réglage constant - la chute de pression dans le venturi augmente, la pression au-dessus du piston chute et le piston est poussé vers le haut, augmentant la taille du venturi, jusqu'à ce que la chute de pression dans le venturi revienne à son niveau nominal. À l'opposé, si le flux d'air dans le moteur diminue, le piston descendra. Le résultat est que la chute de pression dans le venturi reste la même quelle que soit la vitesse du flux d'air - d'où le nom de dépression constante pour les carburateurs fonctionnant sur ce principe - le piston monte et descend en fonction du débit d'air. 
La position du piston contrôlant la position de l'aiguille dans le gicleur (et donc la zone ouverte du gicleur), tandis que la dépression dans le venturi aspirant le carburant hors du gicleur reste constante, le débit de carburant est toujours défini en fonction du taux de richesse en air. La nature précise de fonctionnement est déterminée par le profil de l'aiguille. Avec une sélection appropriée de l'aiguille, la richesse en carburant peut être adaptée beaucoup plus finement aux exigences du moteur que ce qui est possible avec un carburateur à venturi fixe plus commun mais intrinsèquement moins fiable dans sa conception et qui nécessite de nombreux réglages complexes afin d'obtenir avec précision une alimentation en carburant parfaite. Les conditions correctes dans lesquelles le gicleur fonctionne permettent également d'obtenir une bonne et uniforme atomisation du carburant dans toutes les conditions de fonctionnement. 
Cet auto-ajustement rend la sélection du diamètre de venturi maximum (familièrement, mais de manière inexacte, appelée «taille de starter») beaucoup moins critique qu'avec un carburateur à venturi fixe. 
Pour éviter les mouvements irréguliers et soudains du piston, celui-ci est amorti par de l'huile légère (20 W ) contenu dans un dashpot qui nécessite un réapprovisionnement périodique. Cet amortissement est asymétrique : il résiste fortement au mouvement ascendant du piston. Cela équivaut à une «pompe accélératrice» sur les carburateurs traditionnels en augmentant temporairement la vitesse de l'air à travers le venturi lorsque le papillon est soudainement ouvert, augmentant ainsi la richesse du mélange. 
Les carburateurs S.U. n'ont pas de volet de starter conventionnel qui, comme dans un carburateur à gicleur fixe, enrichit le mélange lors d'un démarrage à froid du moteur en limitant l'alimentation en air en amont du venturi. À la place, un mécanisme abaisse le gicleur, ce qui a le même effet que la montée de l'aiguille en fonctionnement normal - à savoir l'augmentation de l'alimentation en carburant de sorte que le carburateur fournira désormais un mélange enrichi à tous les régimes du moteur et à toutes les positions des gaz. Le mécanisme de starter sur un carburateur S.U. incorpore généralement également un système permettant de maintenir le papillon d'accélérateur légèrement ouvert afin d'augmenter le régime de ralenti moteur et empêcher le calage à basse vitesse en raison du mélange riche. 

### Avantages et inconvénients
L’intérêt du carburateur S.U. réside dans sa simplicité, son absence de gicleurs multiples et sa facilité de réglage. Le réglage se fait en modifiant la position de départ du gicleur par rapport à l'aiguille sur une vis fine. À première vue, le principe semble avoir une similitude avec celui du carburateur à guillotine, auparavant utilisé sur de nombreuses motos. Le carburateur à guillotine a le même piston et l'aiguille principale qu'un carburateur SU, cependant la position piston/aiguille est directement actionnée par une connexion physique au câble d'accélérateur plutôt qu'indirectement par le flux d'air du venturi comme avec un carburateur SU. Cette différence d'actionnement du piston est particulièrement significative. Le piston d'un carburateur à guillotine est contrôlé par les exigences du pilote plutôt que par celles du moteur. Cela signifie que le dosage du carburant peut être inexact à moins que le véhicule roule à vitesse constante avec un réglage constant des gaz - conditions rarement rencontrées sauf sur autoroute. Cette imprécision entraîne un gaspillage de carburant, d'autant plus que le carburateur doit être réglé légèrement riche pour éviter un mélange pauvre qui peut endommager le moteur. Pour cette raison, les fabricants de motos japonais ont cessé d'installer des carburateurs à guillotine les remplaçant par des carburateurs à dépression constante, qui sont essentiellement des S.U. miniatures. Il est également possible et plutôt facile d'adapter un carburateur S.U. à une moto qui a été initialement fabriqué avec un carburateur à guillotine, et d'obtenir une économie de carburant et un meilleur comportement à basse vitesse. 
L'un des inconvénients du carburateur à dépression constante se trouve dans la recherche de hautes performances. Comme elle repose sur la restriction du débit d'air afin de produire un enrichissement pendant l'accélération, la réponse de l'accélérateur manque de punch. En revanche, la conception du starter fixe ajoute du carburant supplémentaire dans ces conditions en utilisant sa pompe accélératrice. 

## Types de carburateur SU

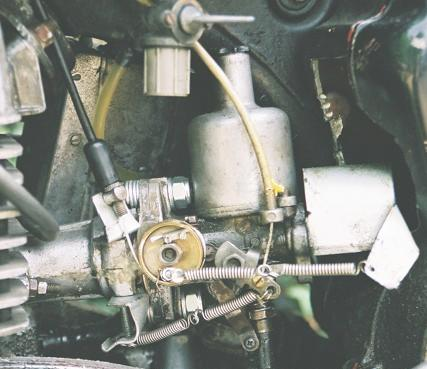
Un S.U. monté sur une moto MZ à la place du carburateur à guillotine BVF d'origine

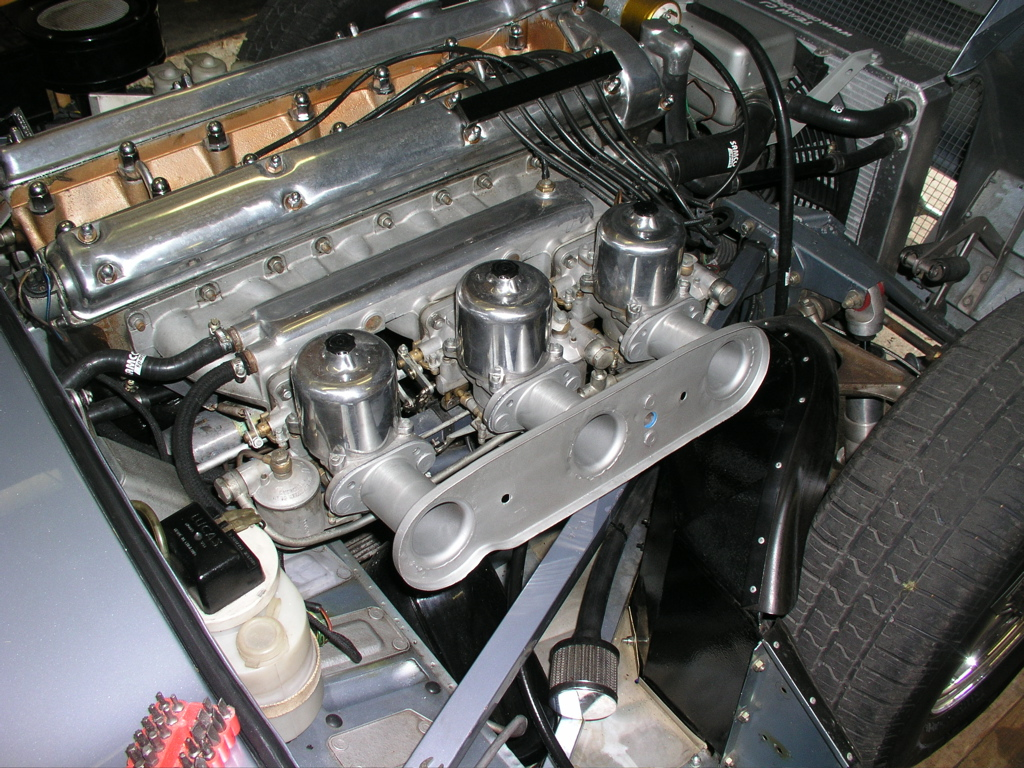
Trois carburateurs S.U. HD8 de 2 pouces installés sur une Jaguar type E

Les carburateurs S.U. ont été proposés en plusieurs tailles à la fois en mesures impériales (pouces) et métriques (millimètres). 
L'identification d'un carburateur se fait par préfixe de lettre indiquant le type de flotteur : 
- H : (1937) le bol du flotteur a un bras coulé dans sa base, qui se monte au fond du carburateur avec un boulon creux ou un raccord banjo. Le carburant passe par le bras dans le corps du carburateur. Le boulon se fixe au corps du carburateur juste derrière le gicleur principal.
- HD : (1954) cuve à flotteur montée avec son bras de fixation directement en dessous et concentrique avec le gicleur principal. Le bras a une bride qui se fixe avec 4 vis au fond du carburateur, et scellé avec un diaphragme en caoutchouc intégré au gicleur principal.
- HS : (1958) le dashpot peut être monté de manière rigide ou sur caoutchouc au corps principal, le carburant est transféré par un tuyau flexible externe vers le gicleur. Le gicleur descend pour enrichir le mélange lors d'un démarrage à froid, lorsque la commande de starter est tirée.
- HIF : (1972) le dashpot flottant est horizontal et intégral (d'où son nom Horizontal Integral Float). Montés par exemple sur les MGB de 1972 à 1974[20].
- Les types HV (1929), OM et KIF existent également mais étaient moins couramment utilisés[21].

Différentes tailles des carburateurs en pouces : 
- 1-1/8" (28,5 mm)
- 1-1/4" (31,75 mm)
- 1-1/2" (38,1 mm)
- 1-3/4" (44,45 mm)
- 1-7/8" (47,6 mm)
- 2" (50,8 mm)

Tous les types de carburateurs (H, HD, HS et HIF) n'étaient pas proposés dans toutes les tailles. 
Il existait aussi des modèles H fabriqués en 2-1/4" et 2-1/2", désormais obsolètes. Les carburateurs spéciaux (Norman) ont été fabriqués jusqu'en 3". 

### Taille du carburateur à partir de son numéro de série
Si le numéro final (après une, deux ou trois lettres, commençant par H) comporte 1 chiffre, multiplier ce nombre par 1/8", puis ajouter 1". Par exemple, pour un HS6, le numéro final est 6, 6/8 = 3/4", ajouter 1, le total est 1-3/4" soit 44,45 mm. 
Si le numéro final comporte 2 chiffres, c'est la taille du carburateur en mm. Par exemple, pour un HIF38, le numéro final est 38, la taille est donc 38 mm. 

## Pompes à carburant SU
En 1929, S.U. commercialisa la pompe à carburant électrique Petrolift qui pouvait être installée en remplacement des pompes à vide courantes à l'époque. Celle-ci fut remplacée en 1932 par la pompe à carburant de type L qui utilisait un solénoïde pour faire fonctionner une pompe à membrane. 

## Voir également
- Carburateurs Amal
- Carburateur Zenith